# Gorybia pilosa
Gorybia pilosa är en skalbaggsart som beskrevs av Martins 1976. Gorybia pilosa ingår i släktet Gorybia och familjen långhorningar. Inga underarter finns listade i Catalogue of Life.